# Ja'akov Herzog
Ja'akov Herzog (hebrejsky: יעקב הרצוג, Ja'akov Hercog; 21. března 1921 – 9. března 1972) byl izraelský rabín, právník a diplomat.

## Biografie
Narodil se v Dublinu jako syn významného rabína Jicchaka ha-Levi Herzoga, který v letech 1919 až 1937 zastával pozici vrchního rabína Irska a následně vrchního aškenázského rabína mandátní Palestiny (1937–1948) a Izraele (1948–1959), a Sáry Hillmanové. Jeho bratrem byl izraelský generál, diplomat a prezident Chajim Herzog. V roce 1937 podnikl aliju do britské mandátní Palestiny byl členem zpravodajské služby Hagany – Šaj. Zde rovněž studoval v semináři Harry Fischela v Jeruzalémě, načež byl ustanoven rabínem. Následně studoval právo na Hebrejské a Londýnské univerzitě. Po vzniku Izraele pracoval v diplomatických a státních službách. V letech 1948 až 1954 byl poradcem na ministerstvu zahraničních věcí pro záležitosti Jeruzaléma a v letech 1954 až 1957 byl na ministerstvu šéfem americké sekce. V letech 1956 až 1957 působil ve funkci poradce izraelského premiéra. V letech 1957 až 1960 byl emisarem na izraelské ambasádě ve Washingtonu a v letech 1960 až 1963 působil na pozici izraelského velvyslance v Kanadě.
Po šestidenní válce v roce 1967 přispěl ke zlepšení vztahů s Vatikánem a vedl diplomatickou komunikaci s jordánským králem Husajnem. Od roku 1965 až do své smrti byl generálním ředitelem úřadu premiéra, a to za vlády Leviho Eškola a Goldy Meirové. Získal doktorát z mezinárodního práva na McGill University v kanadském Montrealu. Byla mu nabídnuta pozice vrchního rabína Spojeného království, ale odmítl ji.
Na jeho počest je pojmenována například ješiva Centrum židovských studií Ja'akova Herzoga, které v kibucu Ejn Curim v roce 1987 založila Tova Ilanová.